# NY企画
株式会社NY企画（えぬわいきかく）は、日本の芸能事務所。

## 沿革
- 2014年設立

## 所属タレント
※2025年2月現在
- 久保陽香
- 織田美織

- 木下卓也